# Charles Stokes
Pour les articles homonymes, voir Stokes.
Charles Henry Stokes (Dublin, 1852 - région de la Lindi, 1895) était un missionnaire irlandais devenu commerçant qui a vécu une grande partie de sa vie en Afrique et a été le centre de l'affaire Stokes (en) entre le Royaume-Uni colonial et l'État libre du Congo. 

## Biographie
Charles Stokes est né à Dublin et est allé à l'école à Enniskillen avant la mort de son père quand Charles avait vingt ans. Lorsque cela s'est produit, il est allé avec sa mère à Liverpool, où il a trouvé du travail comme commis pour la Church Missionary Society. Il décida de chercher de nouveaux horizons et se forma comme évangéliste laïc à la Société de Reading. En mai 1878, il arrive à Zanzibar. Son premier acte fut de mettre en place une caravane de 300 véhicules dans les Grands Lacs, car il voulait christianiser le Buganda. Il était un organisateur habile et entreprenait de plus en plus des expéditions. 
En janvier 1883, il s'est marié dans la cathédrale de Zanzibar avec Ellen Sherratt, l'une des infirmières qui lui ont été envoyées par la mission. Elle a donné naissance à leur fille Ellen Louise en mars 1884, mais est décédée une semaine plus tard. L'année suivante, Stokes se maria à nouveau avec une Africaine nommée Limi, parente du chef des Wanyamwesi, une tribu qui approvisionna de nombreux porteurs de ses caravanes. C'était très inhabituel à l'époque. Il avait également deux concubines africaines, Nanjala et Zaria, avec qui il avait deux enfants. Il a été excommunié par l'Église protestante et est devenu commerçant en Afrique centrale, vendant des marchandises comme l'ivoire. 
Stokes était en bons termes avec les Arabo-Swahili et les Britanniques, et depuis 1890 avec les Allemands, et faisait des échanges avec eux tous. En 1894, il partit pour la première fois avec une grande expédition dans le nord-est du Congo, avec des milliers de porteurs et de grandes quantités d'armes à feu et d'ivoire. Les Arabo-Swahili avec lesquels il faisait du commerce étaient alors en guerre contre l'État libre du Congo et avaient désespérément besoin d'armes.

## Arrestation, procès, exécution
Par des lettres interceptées, le capitaine Hubert-Joseph Lothaire, le commandant des forces belges dans la région, a appris que Stokes venait au Congo pour échanger des armes. Il a envoyé le lieutenant Josué Henry avec septante hommes devant lui pour le capturer. Henry profite de l'absence d'une grande partie de la caravane de Stokes, dispersés dans la forêt à la recherche de nourriture, et l'arrête dans sa tente (décembre 1894). Il a été emmené à Lothaire à Lindi, qui a immédiatement formé une cour martiale de guerre (en). Stokes a été reconnu coupable de vente d'armes à feu, de poudre à canon et de détonateurs aux ennemis afro-arabes (Kilonga Longa, Said Abedi et Kibonge). Il a été condamné à mort et pendu à un arbre le lendemain. 
La procédure aurait comporté de nombreuses irrégularités, notamment de fausses déclarations. Il n'y avait pas de code pénal, pas de greffier, le verdict n'a pas été lu et Stokes n'a pas pu faire appel.

## Conséquences
En août 1895, la presse a commencé à rendre compte en détail de cette affaire, notamment dans le Pall Mall Gazette du journaliste Lionel Decle. En conséquence, l'affaire est devenue un incident international, mieux connu sous le nom de l'affaire Stokes. Ensemble, la Grande-Bretagne et l'Allemagne ont fait pression sur la Belgique pour que Lothaire soit jugé, ce qu'ils ont fait, à Boma. L'État libre a indemnisé les Britanniques (150 000 francs) et les Allemands (100 000 francs) et a rendu impossible des décrets martiaux ou des condamnations à mort contre des Européens. Le corps de Stokes a été rendu à sa famille. 
En avril 1896, le tribunal de Boma acquitta Lothaire après un court procès, dans un verdict considéré comme discutable. L'appel fut confirmé par la Cour suprême du Congo à Bruxelles en août 1896, ouvrant la voie à la réhabilitation de Lothaire. 
L'affaire Stokes a mobilisé l'opinion publique britannique contre l'État libre du Congo. Cela a également nui à la réputation du roi Léopold II de Belgique en tant que despote bienveillant, qu'il avait cultivé avec tant d'efforts. L'affaire a contribué à encourager la fondation de la Congo Reform Association et l'annexion du Congo par l'État belge en 1908. 

## Voir également
- Affaire Stokes (en)